# Tegart-fort
Et Tegart-fort er et fort for militære politistyrker konstrueret over hele Palæstina under den britiske mandatperiode.
Fortene er opkaldt efter den britiske Sir Charles Tegart, som designede dem i 1938 baseret på sine erfaringer under oprøret for indisk selvstændighed.
Omkring 50 af disse forstærkede betonblok-strukturer blev bygget efter samme tegning, både langs den såkaldte Tegarts mur langs den nordlige grænse med Libanon og Syrien og ved strategiske korsveje i det indre Palæstina.
Mange af dem står den dag i dag, og nogle bruges som fængsler.

## Eksisterende eksempler på Tegart-forter
- Latrun museum
- Mukataa-fortet i Ramallah
- Jeriko-fængslet
- Kfar Saba politistation
- Metzudat Koach (Nebi Yusha-fortet)